# Мистер Икс
«Мистер Икс» — советский чёрно-белый полнометражный художественный фильм, снятый в 1958 году на киностудии «Ленфильм» театральным режиссёром Юлием Хмельницким по мотивам оперетты Имре Кальмана «Принцесса цирка».
В отличие от оригинальной оперетты, где действие происходило в дореволюционном Петербурге, в фильме место действия перенесено в Париж, а персонажи получили французские имена. Кроме того, один из музыкальных номеров (чардаш-дуэт Каролины и Пеликана «Если кто-нибудь влюблён в кого-нибудь») взят из другой оперетты Кальмана, «Голландочка».
Фильм «Мистер Икс» пользовался в СССР большой популярностью, а выходная ария мистера Икс в исполнении Георга Отса вошла в «золотой фонд» оперетты.

## Сюжет
На арене цирка под именем Мистер Икс выступает загадочный акробат. Его образ полон таинственности. Никто не знает, кто он в реальной жизни. Остается тайной и его лицо, скрытое маской. Мистический шарм этого персонажа привлекает публику.
Загадка личности артиста сильно волнует молодую вдову Теодору Вердье. Она уже не раз отвергает предложение от знатного Барона связать их жизни узами брака. Он же, задавшись целью отомстить ей, придумывает подлую и хитрую интригу.
Параллельно в картине развивается бурный роман Тони, единственного сына владелицы гостиницы «Зелёный попугай», и актрисы цирка Мари. Однако в их любовь не верит мать влюблённого, Каролина. Она всячески пытается разладить отношения пары.
Знакомство Теодоры и Мистера Икс происходит по воле Барона. При этом загадочный артист представляется даме другим человеком под вымышленным именем. Сильные чувства вспыхивают между героями, но подстроенное бароном разоблачение циркача заставляет возлюбленную, возмущённую обманом, отвергнуть его.
Заканчивается картина счастливым финалом для всех действующих лиц. Хозяйка отеля примиряется с романом сына и циркачки. Влюблённая же Теодора не может противиться своим чувствам и прощает милого её сердцу Мистера Икс.

## В ролях
- Георг Отс — Этьен Вердье — Мистер Икс (дублирует в цирковых трюках Мстислав Запашный)
- Марина Юрасова — Теодора Вердье (вокальную партию исполняет Тамара Богданова)
- Анатолий Королькевич — барон де Кревельяк
- Зоя Виноградова — Мари Латуш
- Николай Каширский — Тони
- Гликерия Богданова-Чеснокова — Каролина
- Григорий Ярон — Пеликан
- Оскар Линд — Пуассон
- Давид Волосов — директор цирка

###### В титрах не указаны:
- Ефим Копелян — поклонник Теодоры
- Георгий Кульбуш — поклонник Теодоры
- Геннадий Худяков — мальчик-слуга

## Съёмочная группа
- Авторы сценария — Нора Рубинштейн, Юлий Хмельницкий
- Стихи — Ольги Фадеевой
- Постановка режиссёра — Юлия Хмельницкого
- Оператор — Владимир Бурыкин
- Художник — Абрам Векслер, Евгений Еней
- Режиссёр — Виктор Садовский
- Звукооператор — Ростислав Лапинский
- Художник по костюмам — Тамара Левицкая
- Монтажёр — Н. Разумова
- Консультант по цирку — Георгий Венецианов
- Редакторы — Исаак Гликман, Андрей Донатов
- Комбинированные съёмки:

Оператор — Б. Дудов
Художники — Мария Кандат, Марина Бологовская
- Оркестр Ленинградского Театра музыкальной комедии

Дирижёр — Михаил Воловац
- Балетмейстер — Леонид Травинин
- Директора картины — Пётр Никашин, А. Домбровский